# Liste von Gedenkstätten der Heimatvertriebenen aus Südmähren in Niederösterreich

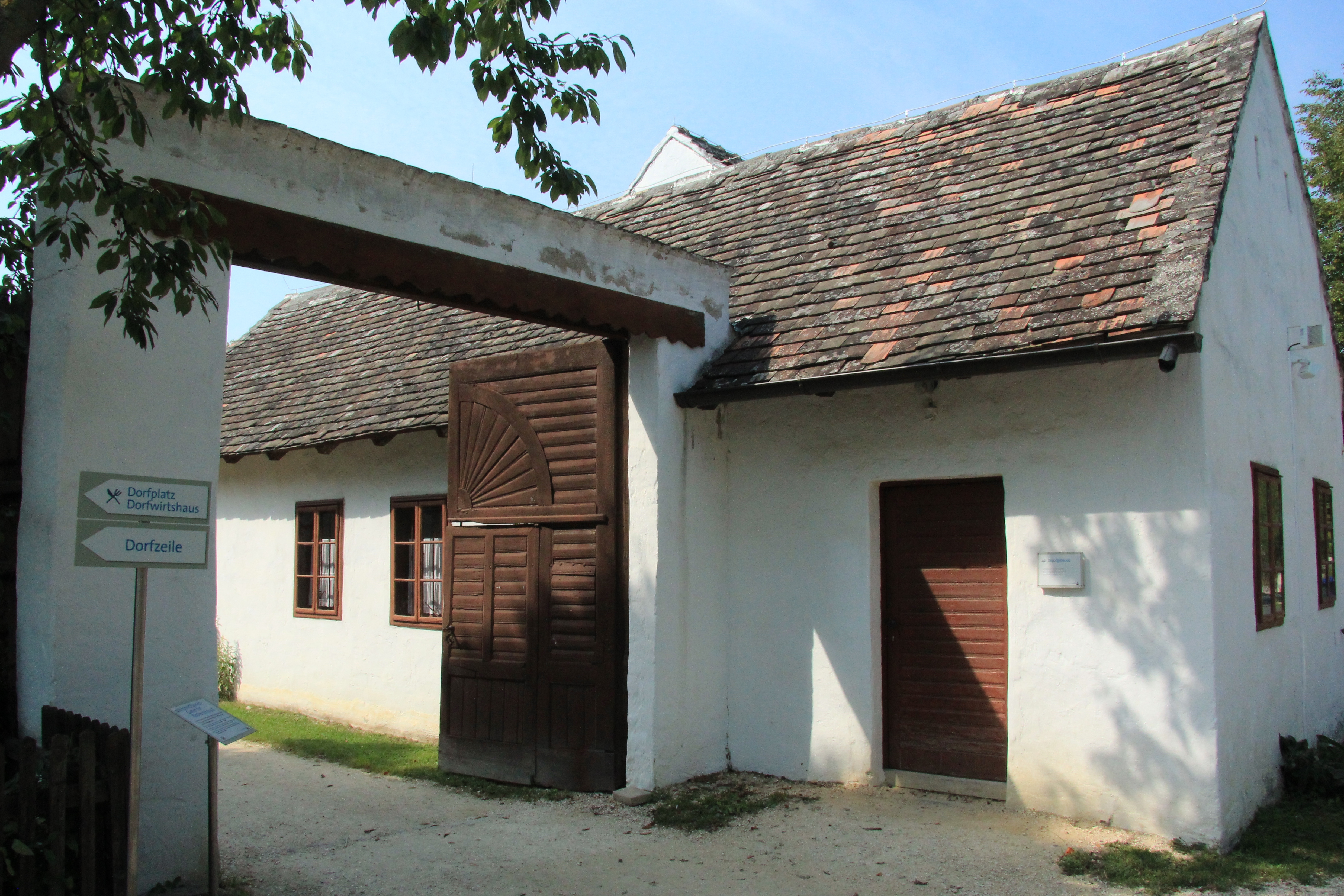
Eingangstor zum Südmährerhof im Museumsdorf Niedersulz

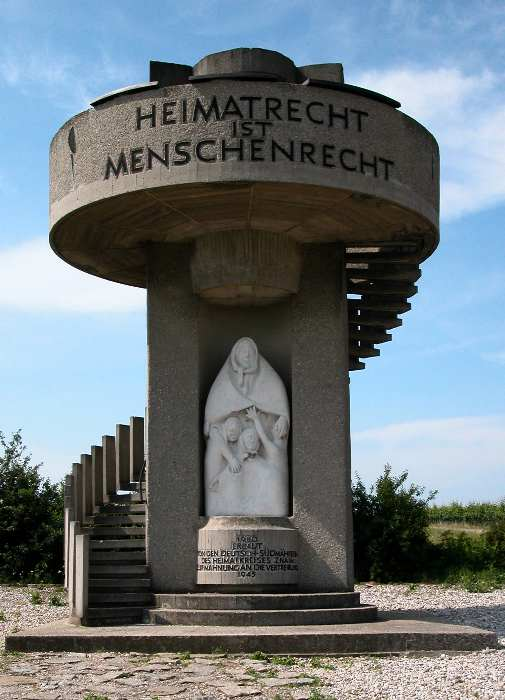
Denkmal der heimatvertriebenen Südmährer aus dem Bezirk Znaim an der Thaya in Unterretzbach

Liste von Gedenkstätten der Heimatvertriebenen aus Südmähren in Niederösterreich:
- Niedersulz (Sulz im Weinviertel)
  - Südmährerhof mit Heimatmuseum im Museumsdorf Niedersulz
- Poysdorf
  - Gedenkstein auf dem Friedhof für die Opfer des Brünner Todesmarsches
- Drasenhofen
  - Gedenkstätte auf dem Friedhof für die Opfer des Brünner Todesmarsches
- Kleinschweinbarth (Drasenhofen)
  - Gedenkstätte aller Südmährer (Südmährenkreuz)
- Wildendürnbach
  - Gedenkstätte der Heimatgemeinde Bratelsbrunn
- Staatz
  - Gedenkstätte der Heimatgemeinde Wostitz
- Laa an der Thaya
  - Gedenkstein der Heimatgemeinde Höflein an der Thaya am Friedhof
  - Heimatmuseum des Heimatbezirks Joslowitz im alten Rathaus
- Wulzeshofen (Laa an der Thaya)
  - Gedenkstätte der Heimatgemeinde Groß-Tajax
- Pernhofen (Laa an der Thaya)
  - Gedenkstätte der Heimatgemeinde Erdberg
  - Gedenkstätte der Heimatgemeinde Klein-Grillowitz
- Zwingendorf (Großharras)
  - Gedenkstätte der Heimatgemeinde Joslowitz
- Hadres
  - Gedenkstätte der Heimatgemeinde Gerstenfeld
- Unterretzbach (Retzbach)
  - Gedenkstätte des Kreises Znaim
- Zellerndorf
  - Gedenkstätte für südmährischen Mundartdichter Dr. Karl Bacher
- Hardegg
  - Gedenkstätte der Heimatgemeinde Luggau und Umgebung
- Felling (Hardegg an der Thaya)
  - Heimatkreuz der Heimatgemeinde Frain an der Thaya
  - Gedenkstein der Heimatgemeinde Frain an der Thaya
- Langau
  - Gedenkstätte der Heimatgemeinde Schaffa
- Heinrichsreith (Drosendorf)
  - Gedenkstätte der Heimatgemeinde Stallek
- Drosendorf-Altstadt (Drosendorf)
  - Gedenkstätte für im Zweiten Weltkrieg gefallene Soldaten aus Stallek
- Großau (Raabs an der Thaya)
  - Gedenkkirche der Heimatvertriebenen des Zlabingser Ländchens
- Waidhofen an der Thaya
  - Heimatstube der Zlabingser und Neubistritzer im Heimatmuseum Waidhofen
- Waldkirchen an der Thaya
  - Gedenkstätte der Iglauer für verhungerte Kleinkinder auf dem Friedhof
  - Gedenktafel für kriegstote Iglauer
- Fratres (Waldkirchen an der Thaya)
  - Gedenkstätte des Zlabingser Ländchens
- Reingers
  - Gedenkstätte des Heimatkreises Neubistritz
- Hirschenschlag (Reingers)
  - Aussichtsturm, Blick nach Neubistritz
- Haugschlag
  - Gedenkstätte der Neubistritzer
- Purkersdorf
  - Grabstätte auf dem Friedhof für 182 Opfer des Brünner Todesmarsches